# Kyrill-Palais

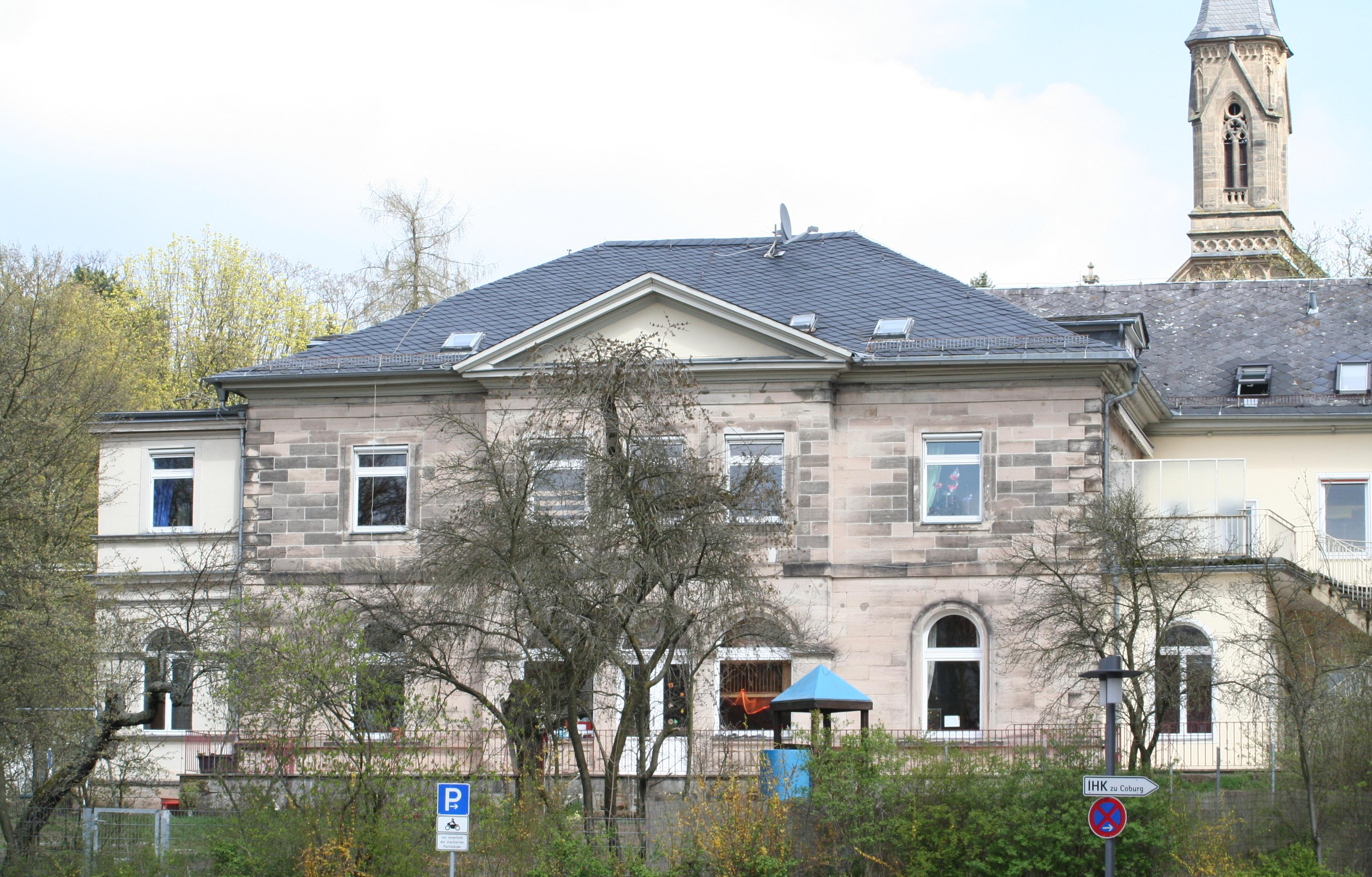
Palais

Das ehemalige Kyrill-Palais, auch Villa Edinburgh genannt, steht in der oberfränkischen Stadt Coburg in der Straße Oberer Bürglaß 2. Es trägt den Namen seines letzten Hausherrn, des russischen Großfürsten Kyrill.

## Geschichte
Das Palais entstand 1847 als Wohnhaus für den Staatsrat und Kammerherrn Emil Freiherr von Pawel-Rammingen, der das Grundstück mit dem ehemaligen Prinzengarten von Herzog Ernst II. von Sachsen-Coburg und Gotha geschenkt bekam. Das südliche Nachbarareal zum Schlossplatz hin hatte der Freiherr von Wangenheim zeitgleich bebaut. Dort entstand das später Edinburgh-Palais genannte Anwesen. 1857 wurde der Berliner Major Julius Emil Alexander von Bonsori neuer Eigentümer, zwei Jahre später folgte der Rittmeister Friedrich Ehrenreich von Muschwitz. 1886 erwarb Herzog Alfred, zusätzlich zum benachbarten Edinburgh-Palais, das Anwesen. Nach dessen Tod ging die Immobilie an seine Frau Marie. Mitte 1922 kam die Villa durch Erbteilung in den Besitz der Tochter Viktoria Melita, die seit 1905 mit dem russischen Großfürsten Kyrill verheiratet war. Die Villa war einer der Wohnsitze des Ehepaares. 1940 erwarb die Stadt Coburg das Anwesen von der Tochter Maria Kyrillowna Erbprinzessin zu Leiningen. Bis 2022 beherbergte das Anwesen unter anderem einen städtischen Kindergarten.

## Architektur

### Palais

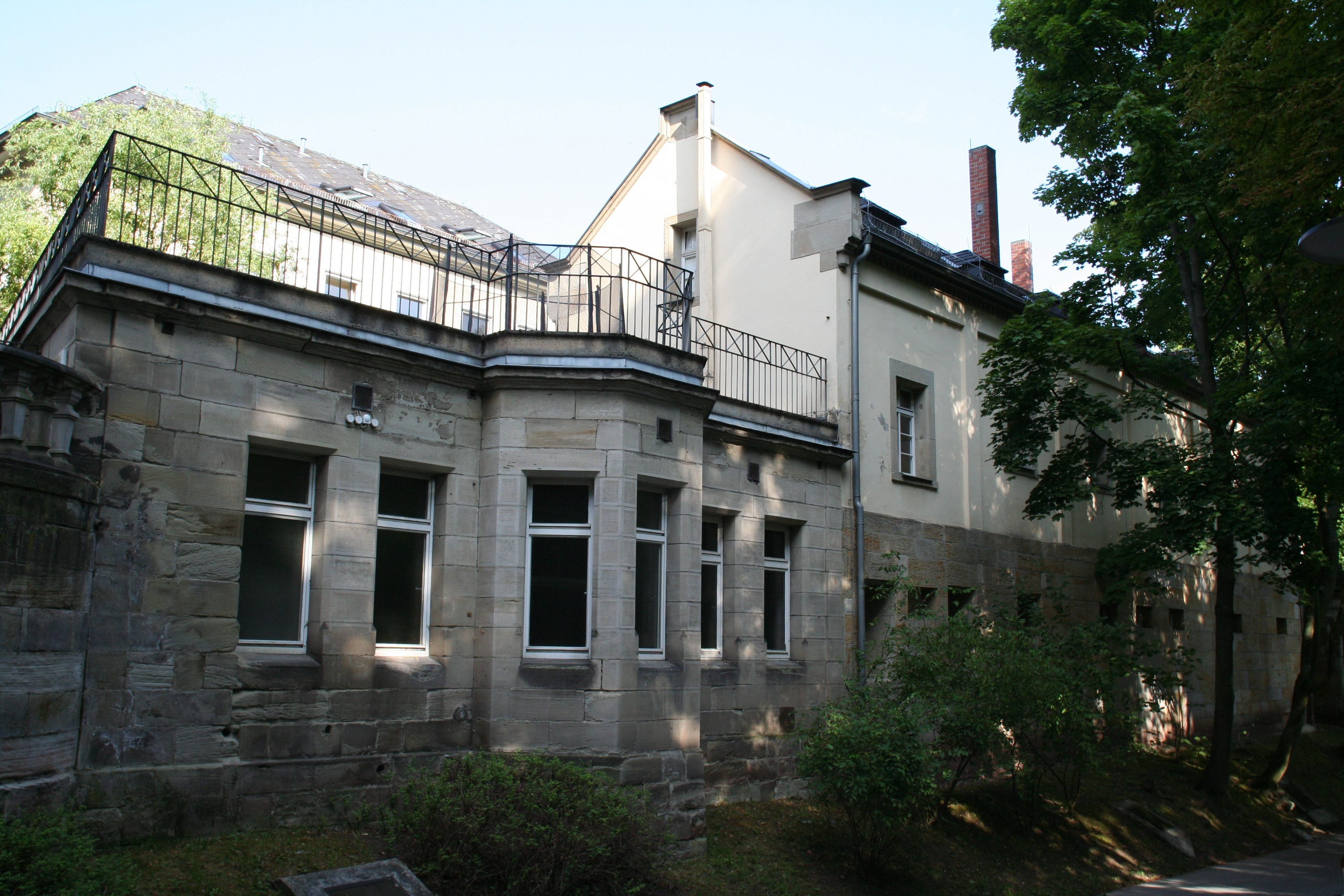
Nebengebäude, Rückseite

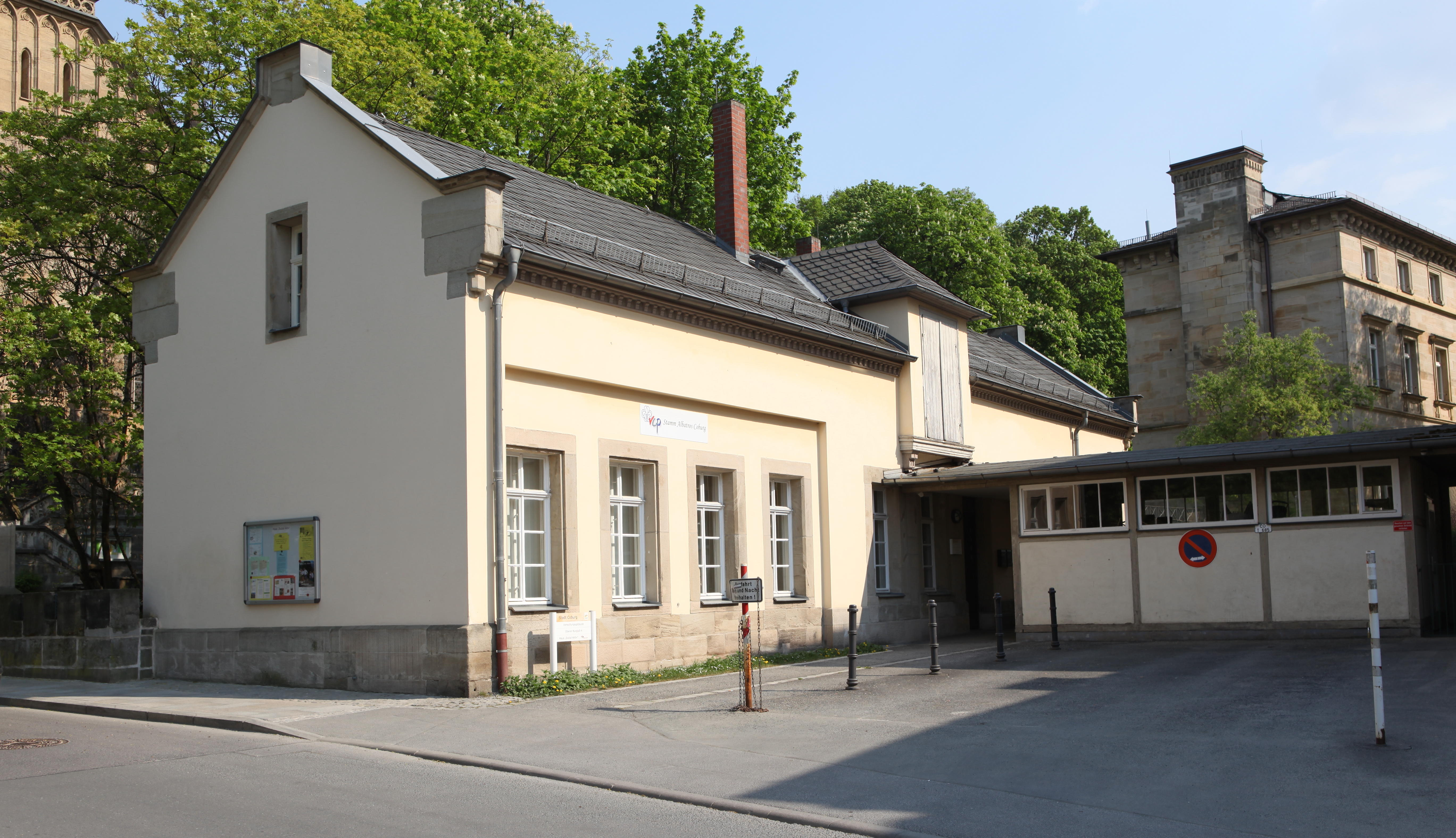
Nebengebäude, Vorderfront

Das zweigeschossige Palais wurde im Stil des späten Klassizismus errichtet. 1868 veranlasste der Rittmeister Friedrich Ehrenreich von Muschwitz durch die Erhöhung der Obergeschossfenster und den Bau des Mansarddaches eine Umgestaltung des Palais. 1907 folgte ein zweigeschossiger, einachsiger Anbau an der Nordseite und 1954 der Umbau zu einem Kindergarten. 1962 kam es zu einem Abbruch und Neubau des südöstlichen Gebäudeteils.
Die Fassade des Palais’ besteht aus Sandsteinquadern. Sie ist an den Hauskanten durch Eckquader gefasst und durch Gesimse geschossweise unterteilt. In der Mitte ist ein dreiachsiger Risalit mit einem Dreiecksgiebel angeordnet, den beiderseits einachsige Fensterreihen flankieren. Während im Obergeschoss rechteckige Fenster vorhanden sind, wird das Erdgeschoss durch rundbogige Fenster mit breiter Sohlbank betont. Die Fenster und Tür zur Terrasse im Risalit zeichnen sich durch drei Rundbögen aus, die auf Pfeilern mit toskanischen Kämpfern ruhen. Neben dem Hauptgebäude stehen auf beiden Seiten einachsige Flügelbauten mit horizontal gegliederter Fassade, im Norden zweigeschossig, im Süden mit Altane.

### Nebengebäude
Hinter dem Palais befindet sich ein neugotisches Nebengebäude, das mit seiner Rückseite am ehemaligen Stadtgraben, der heutigen Allee, und im Norden an der Bürglaßbrücke angeordnet ist. Das ehemalige Stallgebäude wurde mit dem Palais errichtet und 1869 im Auftrag des Rittmeisters von Muschwitz als Stall- und Remisengebäude in seiner heutigen Form neu gestaltet. 1989/90 wurde eine umfangreiche Instandsetzung durchgeführt. Es dient der Stadt als Verwaltungsgebäude.
Das Traufseithaus besitzt ein Satteldach mit Gauben mit Schopfwalm. Die Giebel haben eine Fensterreihe und sind seitlich und oben neugotisch gestuft ausgebildet. Das Untergeschoss mit seinen schmalen kleinen Fenstern besteht aus einem ungeteilten Quadersockel und ist in die Dekorationsmauern der Allee integriert. Die Fassade darüber ist verputzt und weist sechs durch Lisenen und Kranzgesims gerahmte Felder auf. Südlich schließt sich als Verbindungsbau zum Palais Edinburgh ein eingeschossiger Quaderbau mit dreiseitigem Erker und Terrasse an. Die Westfassade zum Palais hat vier Fenster, zu einer Gruppe zusammengefasst, gefolgt von einem Fensterpaar und dem Eingang, über dem eine Ladegaube für den Heuboden angeordnet ist.